# Вінниччина (газета)
«Вінниччина» (попередня назва «Вінницька правда») — газета обласної ради у Вінницькій області.
До 24 серпня 1991 року — орган Вінницького обласного і міського комітетів Компартії України, обласної та міської Рад народних депутатів. Своє літочислення вела від газети «Боротьба» — органу Вінницького комітету РСДРП(б).

## Історія
3 вересня 1917 року у Вінниці місцевий комітет РСДРП (б) випустив перший номер своєї газети «Борьба». Редактором її став Микола Павлович Тарногродський, який очолював ревком, був депутатом міської ради. Його кандидатура також пройшла в Установчі збори.
26 січня 1918 року почала виходити газета «Набат» — наступниця «Борьби». Вона висвітлювала життя міст і сіл губернії, розповідала про події в країні і за кордоном, публікувала офіційні документи.
На початку 1919 року створюється часопис «Подольський комуніст» — орган губернського і Вінницького міського комітетів КП(б)У. За кілька місяців побачило світ понад сто одноаркушних номерів «Подольського комуніста». Видання перестало функціонувати у зв'язку із новим загостренням політичної і воєнної ситуації в Україні.
3 січня 1920 року органом губкому КП (б)У та губревкому стає і виходить упродовж чотирьох років газета «Вісти», її продовжує, починаючи з квітня 1923 року, «Рабоче-крестьянская газета». Через рік вона одержала нову назву — «Червоний край».
27 лютого 1932 року утворена Вінницька область, до якої входило 69 районів сучасних Хмельницької, Вінницької та частини Житомирської областей. А через два місяці почала видаватися обласна газета «Більшовицька правда» — орган Вінницького обкому КП (б)У, облвиконкому та облпрофради. Великою популярністю користувалися її виїзні вагон-редакції в районах під час важливих політичних та господарських кампаній, а коли розпочалася війна, газета активно включилася у боротьбу із фашистськими загарбниками.
У період німецької окупації газета не видавалася. Перший її номер періоду війни датований 3 січня 1944 року, відновився випуск газети, тепер уже під назвою «Вінницька правда». Її перший номер був надрукований листівкою у пересувній армійській друкарні і скинутий із літаків, коли радянські війська готувалися до визволення Вінниччини від окупантів. З березня 1944 по 1948 рік відповідальним редактором працював Шелех Микола Родіонович.
Саме з цим іменем часопис залишився надовго — майже шість десятиліть. 2 вересня 1967 року «Вінницька правда» удостоєна нагороди — ордена «Знак Пошани» 7 жовтня 1962 року вийшло 10.000 число газети.
Газета виходила шість разів на тиждень, видавалася українською мовою.
Нині на базі газети «Вінницька правда» видається обласна газета «Вінниччина».

## Журналісти
Відомі імена журналістів тих часів — Дмитро Білик, Прохор Воронін, Годованець Микита Павлович, Григорій Зайдель, Євген Кирилюк, Юрій Нікітов, Віктор Маньківський, Семен Лінц, Микола Трублаєвич, Юхим Яковлєв…
У «Вінницькій правді» починав свою трудову діяльність відомий український письменник Микола Зарудний. У кінці п'ятдесят років минулого століття її редагував Дмитро Прилюк, який згодом став редактором республіканської газети «Колгоспне село» (нині — Сільські вісті), деканом факультету журналістики Київського державного університету імені Т. Г. Шевченка. Звідси починалися журналістські шляхи-дороги відомого українського письменника-гумориста, головного редактора журналу «Перець» Олега Чорногуза, а також відомого українського поета, головного редактора журналу «Київ», а згодом головного редактора газети "Літературна Україна Петра Перебийноса, головного редактора газети «Правда України» (1991—2000 рр.) Олександра Горобця. З «Вінницької правди» починав свою журналістську кар'єру чудовий український поет Василь Юхимович.
Розквіт газети «Вінницька правда» припадає на час керівництва нею колишнім фронтовиком В. Я. Орликом. Видання стало справжньою кузнею творчих кадрів, коли в ньому працювали журналісти Дмитро Дудкевич, Олексій Терещук, Юрій Бондаренко, Луїза Білозерова, письменники Микола Рябий, Михайло Каменюк, Дмитро Пічкур, Володимир Андрущенко, автор популярних пісень «Незрівнянний світ краси» та «У Карпатах ходить осінь» Анатолій Фартушняк.
Високого почесного звання «Заслужений журналіст України» удостоєна ціла когорта газетярів «Вінницької правди» — Петро Горбаренко, Дмитро Дудкевич, Олексій Прихожай, Володимир Новосад, Омелян Костко, Сергій Гребельський, Іван Волошенюк, Василь Паламарчук.
Окремі з колишніх номерів газети «Вінницької правди» і нині можна віднести до розряду бестселерів.